# Chuyến bay 73 của Pan Am
Chuyến bay 73 của Pan Am, là một chuyến bay của Pan Am sử dụng loại máy bay Boeing 747-121, bị không tặc vào ngày 5 tháng 9 năm 1986, khi đang đỗ trên mặt đất tại Sân bay Jinnah ở Karachi, Pakistan, bởi 4 người Palestine có vũ trang thuộc tổ chức khủng bố Abu Nidal. Chiếc máy bay cùng 360 hành khách và 19 thành viên phi hành đoàn, vừa đến từ Sân bay quốc tế Sahar tại Mumbai, Ấn Độ, và đang chuẩn bị để cất cánh từ sân bay Jinnah tại Karachi để bay đến sân bay quốc tế Frankfurt tại Frankfurt am Main, Tây Đức, trước khi tiếp tục hành trình đi sân bay quốc tế John F. Kennedy ở thành phố New York, bang New York, Mỹ. Động cơ của vụ khủng bố là để nhắm tới việc Bộ quốc phòng Israel sử dụng máy bay như là tên lửa.
21 hành khách thiệt mạng do vụ khủng bố, trong đó có 12 người Ấn Độ, những người còn lại đến từ Mỹ, Pakistan và Mexico. Tất cả các thành viên tham gia không tặc đều bị bắt và kết án tử hình tại Pakistan. Tuy nhiên, về sau bản án bị giảm xuống chung thân, trái với mong muốn của Mỹ và Ấn Độ.

## Hành khách

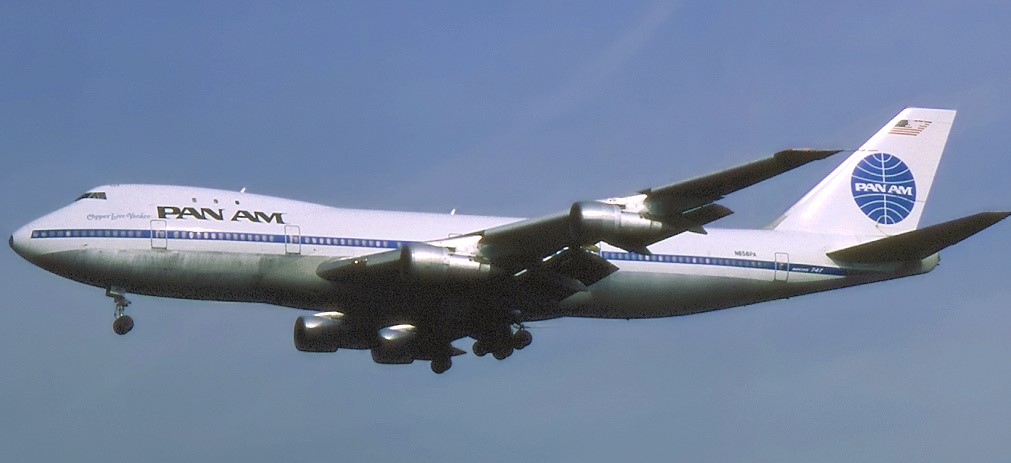
Máy bay bị không tặc vào năm 1980 với tên cũ Clipper Live Yankee

Tổng cộng có 381 hành khách và phi hành đoàn trên Pan Am 73 là công dân của 14 quốc gia khác nhau. Các công dân của Ấn Độ đại diện cho khoảng 26% số người trên chuyến bay, và 28% trong số đó đã thiệt mạng.

### Các quốc gia
| Các quốc gia | Hành khách | Phi hành đoàn | Tổng | Nạn nhân |
| ------------ | ---------- | ------------- | ---- | -------- |
| Algérie      | 4          | 0             | 4    | 0        |
| Bỉ           | 2          | 0             | 2    | 0        |
| Canada       | 30         | 0             | 30   | 0        |
| Đan Mạch     | 8          | 0             | 8    | 2        |
| Pháp         | 4          | 1             | 5    | 0        |
| Đức          | 81         | 3             | 84   | 0        |
| Ấn Độ        | 91         | 8             | 99   | 12       |
| Ireland      | 5          | 0             | 5    | 4        |
| Ý            | 27         | 0             | 27   | 7        |
| México       | 8          | 0             | 8    | 2        |
| Pakistan     | 44         | 0             | 44   | 3        |
| Thụy Điển    | 2          | 0             | 2    | 0        |
| Anh Quốc     | 15         | 4             | 19   | 11       |
| Hoa Kỳ       | 44         | 0             | 44   | 2        |
| Tổng         | 365        | 16            | 381  | 43       |

## Trong văn hóa thịnh hành
Bộ phim Neerja được phát hành vào năm 2016 mô tả vụ cướp và hành động của tất cả các tiếp viên trên máy bay. Neerja Bhanot là tiếp viên trưởng và là người được nhận giải thưởng cao quý nhất của Ấn Độ, Ashoka Chakra. Bà cũng đã nhận được giải thưởng Hoa Kỳ đặc biệt về Sự can đảm và Tamgha-e-Insaaniyat của Pakistan.